# Чміль Леся Володимирівна
Леся Володимирівна Чміль (нар. 22 вересня 1966, с. Лісники Києво-Святошинського району Київської області — український археолог, кандидат історичних наук, науковий співробітник Інституту археології НАН України. Фахівець у вивченні керамічного посуду козацької доби на території України.

## Біографія
1983 року закінчила середню школу в смт. Іванків Київської області.
У 1989 р. закінчила історичний факультет Київського державного університету ім. Т. Г. Шевченка. По завершенню навчання розпочинає роботу в Інституті Археології АН УРСР. З 1996 р. Леся Володимирівна Чміль працює у складі Архітектурно-археологічної експедиції (керівник — д.і.н. Г. Ю. Івакін) Інституту археології НАН України, яка вивчає пам'ятки на території м. Києва.
2011 р. захистила кандидатську дисертацію «Керамічний посуд Середньої Наддніпрянщини XVI–XVIII ст.». З 2011 року переведена на посаду наукового співробітника відділу археології Києва Інституту археології НАН України.

## Наукові інтереси
На основі археологічних матеріалів розробила типологію і хронологію кераміки 16-18 століть території України, детально вивчає питання її асортименту, оздоблення, технології і організації виробництва.
В полі зору дослідниці археологічні та писемні джерела з пізньосередньовічної історії півночі Київського Полісся.

## Польові дослідження
1989–93 рр. участь у розкопках району Гончарі-Кожум'яки
1996 р. архітектурно-археологічні дослідження церкви Успіня Богородиці (Пирогощі) на Подолі
1997–99 рр. участь у дослідженнях території навколо Михайлівського Золотоверхого храму

2005–12 рр. участь у дослідженнях Печерського Вознесенського дівочого монастиря на території Старого Арсеналу (зараз — НКММК «Мистецький Арсенал») 

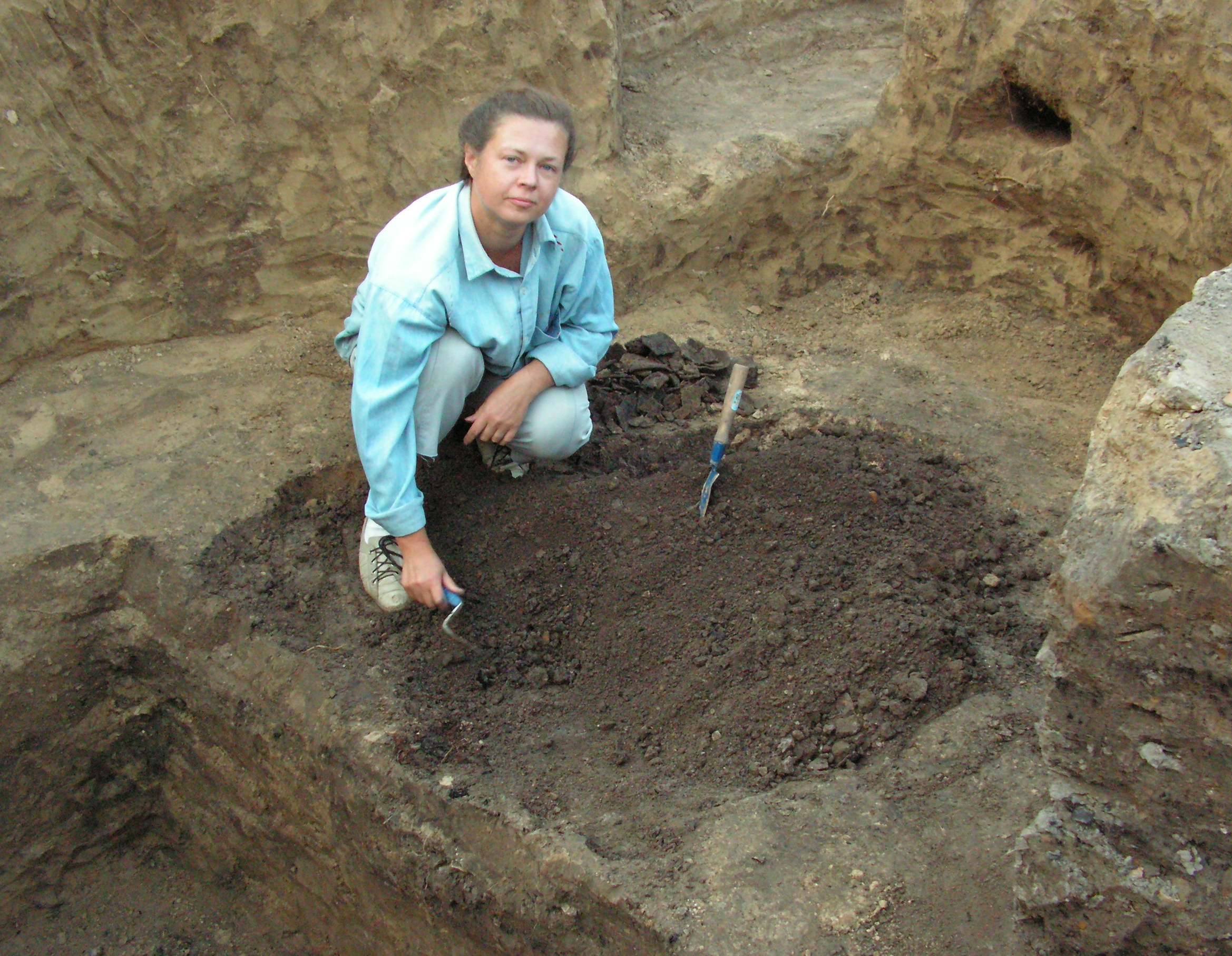
На розкопках Старого Арсеналу. Київ 2005 р.

2013–15 рр. провадила археологічні розвідки на території Іванківського району Київської області

## Наукові праці
Автор понад 60 наукових публікацій, зокрема: 
- Українська наддніпрянська кераміка XIV–XVIII ст.: методичні рекомендації. — К., 1994 (у співавторстві)
- Керамические комплексы XV–XVI вв. из раскопок Михайловского Златоверхого собора в 1997 г // Историко-культурные связи Причерноморья и Средиземноморья Х–XVIII вв. по материалам поливной керамики. — Симферополь, 1998
- Керамічні миски і тарілки XVII–XVIII століть із Києва // Українська керамологія. — 2001. — Вип. 1.
- Гончарний комплекс початку XVII ст. з фондів Музею історії міста Києва // Могилянські читання 2006. — К., 2007. — Ч. 1
- Гончарні осередки Середнього Подніпров'я XVI–XVIII століть із Києва // Українська керамологія: Національний науковий щорічник за рік 2007. — К., 2011. — Кн. III. — Т. І.